# Microsoft Office 2016
Microsoft Office 2016 ist ein Office-Paket aus der Microsoft-Office-Serie und der direkte Nachfolger sowohl von Office 2013 als auch von Office für Mac 2011. Office 2016 ist seit Juli 2015 unter macOS als Abonnement-Version im Rahmen von Office 365 und seit September 2015 sowohl als Kaufversion als auch im Abonnement für Windows und macOS verfügbar.
Office 2016 für Windows existiert sowohl als 32-Bit- (x86 ab i386, IA-32) als auch als 64-Bit-Version (x64, ebenfalls IA-32) und ist mit Windows 7, Windows 8/8.1 und Windows 10 sowie den zugehörigen Windows-Server-Versionen 2008 R2, 2012 und 2016 kompatibel. Office 2016 für Mac, ebenfalls IA-32, existiert in einer 32-Bit- und seit dem 22. August 2016 in einer 64-Bit-Version und läuft auf macOS auf OS X Yosemite (10.10) als auch auf macOS Big Sur (10.11). Neuere Office Pakete benötigen ein höheres Mac OS.
Office 2016 umfasst die Desktopanwendungen Word, Excel, PowerPoint, OneNote und Outlook. Unter Windows kommen Publisher und Access hinzu. Diese Anwendungen werden im Rahmen von Office 365 als Paket bereitgestellt. Zusätzlich hat Microsoft im Zuge des Office-Launches neue Versionen von Visio und Project für Windows veröffentlicht. Im Rahmen der Abonnement-Versionen von Office 365 können für das private wie auch für das geschäftliche Umfeld unterschiedlichste Versionen erworben werden.
Der Nachfolger Microsoft Office 2019 wurde im September 2018 veröffentlicht.
Der Mainstream-Support der Windows-Version endete am 13. Oktober 2020. Der erweiterte Support z. B. mit Sicherheitsaktualisierungen endet voraussichtlich am 14. Oktober 2025. Für die Mac-Version war das Support-Ende der 13. Oktober 2020 – seitdem gibt es auch keine Sicherheitsaktualisierungen mehr.

## Geschichte
Die Entwicklung an Office 2016 begann 2014, erste Screenshots von einer internen Testversion wurden im September 2014 im Internet verbreitet. Nachdem frühere Ankündigungen revidiert worden waren, wurde im Oktober 2014 die Entwicklung von Office 2016 für Mac bekanntgegeben; dabei sollten die Windows- und OS-X-Versionen einander angeglichen werden. Eine öffentliche Testversion von Office 2016 für Mac wurde am 6. März 2015 verfügbar gemacht. Für Windows wurde am 16. März eine Technical Preview und am 4. Mai eine öffentliche Preview aufgeschaltet. Am 9. Juli 2015 erschien die Version Office 2016 für Mac im Rahmen von Office 365. Am 22. September 2015 wurde die finale Version für Windows und macOS zum Kauf freigegeben. Zeitgleich hat Microsoft auch Office Mobile für Windows 10 veröffentlicht.
Am 4. Juli 2016 stellte Microsoft im Rahmen des Office-Insider-Programms eine 64-Bit-Version von Office 2016 für Mac zur Verfügung, die allgemeine Freigabe erfolgte am 22. August 2016. Die 32-Bit-Version wird weiterhin gepflegt.

## Editionen
Lizenzen für Office 2016 für Windows und macOS können sowohl im Einzelhandel gekauft als auch im Rahmen von Office 365 abonniert werden. Bildungseinrichtungen sowie Schüler, Studierende, Lehrer und Dozenten erhalten teilweise – je nach Vertrag der Einrichtung – kostenlos Office Professional Plus 2016 (Windows) bzw. Home & Business 2016 (macOS) über einen Office-365-Zugang über die Einrichtung. Teilweise verlangen die Hochschulen einen Bearbeitungsbeitrag. Schüler und Studierende können ihre Berechtigung zum Erhalt von Office Professional Plus auf einer Webseite prüfen.

### Kaufversionen
Microsoft bietet insgesamt fünf unterschiedliche Kaufversionen von Office 2016 an, deren gemeinsamer Nenner die Anwendungen Word 2016, Excel 2016, PowerPoint 2016 und OneNote 2016 sind. Über das Microsoft Home Use Program (HUP) stehen manchen Unternehmens- oder Angehörigen öffentlicher Einrichtungen die Editionen Office Professional Plus 2016 (für Windows) bzw. Office Home & Business 2016 (für macOS) einmalig zum günstigen Erwerb zur Verfügung.
| Edition              | Einzeln      | Home & Student    | Home & Business   | Standard      | Professional      | Professional Plus |
| -------------------- | ------------ | ----------------- | ----------------- | ------------- | ----------------- | ----------------- |
| Vertriebskanal       | Einzelhandel | Einzelhandel, OEM | Einzelhandel, OEM | Volumenlizenz | Einzelhandel, OEM | Volumenlizenz     |
| kommerzielle Nutzung | ja           | nein              | ja                | ja            | ja                | ja                |
| Word                 | ja           | ja                | ja                | ja            | ja                | ja                |
| Excel                | ja           | ja                | ja                | ja            | ja                | ja                |
| PowerPoint           | ja           | ja                | ja                | ja            | ja                | ja                |
| OneNote              | ja           | ja                | ja                | ja            | ja                | ja                |
| Outlook              | ja           | nein              | ja                | ja            | ja                | ja                |
| Publisher            | ja           | nein              | nein              | ja            | ja                | ja                |
| Access               | ja           | nein              | nein              | nein          | ja                | ja                |
| Skype for Business   | nein         | nein              | nein              | nein          | nein              | ja                |
| 1.                   |              |                   |                   |               |                   |                   |

### Abonnementversionen in Office 365
Als Abonnementversion bietet Microsoft Office 2016 im Rahmen von Office 365 in unterschiedlichen Editionen an, die sich hinsichtlich des Funktionsumfangs und der Zielgruppen deutlich unterscheiden. In den Abonnementfassungen von Office 365 sind Lizenzen für PC (Windows 7 bis Windows 10), Mac (ab OS X 10.10; das Betriebssystem wurde mit Version 10.12 von 2016 in macOS umbenannt), WebApps für den Browser und Mobilgeräte (Windows Phone ab Windows 10, Windows Tablet ab Windows 8, iPhone und iPad ab iOS 8.0 und Android ab KitKat 4.4 oder höher sowie ARM- oder Intel x86-Prozessor) enthalten. Zudem umfassen die Abonnement-Versionen Zugriff auf zusätzliche Dienste wie den Online-Speicher OneDrive, den Telefon- und Chat-Service Skype und beinhalten alle funktionalen und sicherheitsrelevanten Upgrades im Abonnementzeitraum. Die folgende Übersicht ist als Momentaufnahme zu betrachten. Als Miet-Software kann sich der Leistungs- und Funktionsumfang in überschaubarer Zeit wesentlich ändern.
| Edition                                       | Personal       | Home           | Business Essentials | Business | Business Premium | ProPlus | Enterprise | Education  |
| --------------------------------------------- | -------------- | -------------- | ------------------- | -------- | ---------------- | ------- | ---------- | ---------- |
| Geräte pro Nutzer (Rechner/Tablet/Smartphone) | 1/1/1          | 5/5/5          | -/5/5               | 5/5/5    | 5/5/5            | 5/5/5   | 5/5/5      | 5/-/-      |
| kommerzielle Nutzung                          | nein           | nein           | ja                  | ja       | ja               | ja      | ja         | nein       |
| Skype-Freiminuten weltweit                    | 60 Min / Monat | 60 Min / Monat | nein                | nein     | nein             | nein    | nein       | nein       |
| OneDrive-Speicher                             | 1 TB           | 1 TB           | 1 TB                | 1 TB     | 1 TB             | 1 TB    | unbegrenzt | unbegrenzt |
| Word                                          | ja             | ja             | WebApp              | ja       | ja               | ja      | ja         | ja         |
| Excel                                         | ja             | ja             | WebApp              | ja       | ja               | ja      | ja         | ja         |
| PowerPoint                                    | ja             | ja             | WebApp              | ja       | ja               | ja      | ja         | ja         |
| OneNote                                       | ja             | ja             | WebApp              | ja       | ja               | ja      | ja         | ja         |
| Outlook                                       | ja             | ja             | WebApp              | ja       | ja               | ja      | ja         | nein       |
| Publisher                                     | ja             | ja             | nein                | ja       | ja               | ja      | ja         | nein       |
| Access                                        | ja             | ja             | nein                | ja       | ja               | ja      | ja         | nein       |
| Skype for Business                            | nein           | nein           | ja                  | nein     | ja               | nein    | ja         | nein       |
| Yammer                                        | nein           | nein           | nein                | nein     | nein             | nein    | ja         | ja         |
| SharePoint                                    | nein           | nein           | ja                  | nein     | ja               | nein    | ja         | ja         |
| Exchange                                      | nein           | nein           | 50 GB               | nein     | 50 GB            | nein    | 100 GB     | nein       |
| Teams                                         | nein           | nein           | ja                  | nein     | ja               | nein    | ja         | nein       |
| 1. 2. 3. 4. 5.                                |                |                |                     |          |                  |         |            |            |

## Neuerungen und Verbesserungen
Office 2016 soll im Rahmen von Office 365 ein einheitliches Benutzererlebnis für bekannte Anwendungen wie Word 2016, Excel 2016 oder Outlook 2016 auf unterschiedlichen Geräteklassen und Displaygrößen ermöglichen. Ausgelegt ist Office 2016 sowohl für Windows-Betriebssysteme (ab Windows 7) als auch für macOS und Android auf Smartphones und Tablets.

### Windows
Besonderen Wert hat Microsoft auf das Zusammenspiel von Office 2016 und Windows 10 gelegt, was beispielsweise die komfortablere Anmeldung betrifft. Geräteunabhängig sollen Einstellungen und Funktionen in Windows und Office mit einer einzigen Anmeldung per Microsoft-Konto geladen werden.

#### Erweiterte Teamwork-Funktionen
Office 2016 für Windows erscheint unter dem Microsoft-Motto „Konzipiert für Teamwork“. Vor allem die Funktionen zur gemeinsamen Arbeit an Dokumenten sowie der fortlaufende Daten- und Informationsaustausch wurden erweitert. So kann nun direkt aus Word, PowerPoint, OneNote & Co ein auf OneDrive, OneDrive for Business oder in SharePoint Online gespeichertes Dokument mit anderen geteilt und in Echtzeit gemeinsam bearbeitet werden, ohne dass die Anwendung verlassen werden muss. Mit der Echtzeiteingabe in Word sieht der Anwender unmittelbar, wo andere Benutzer in einem Word-Dokument Eingaben oder Änderungen durchführen. Oben an der rechten oberen Seite befindet sich der Button „Freigeben“, worüber eine Kontrolle der Berechtigungen und der Freigabe möglich ist. Über die vereinfachte Freigabe in Word, PowerPoint oder Excel können Nutzer andere Personen einladen, das eigene Dokument zu lesen oder zu bearbeiten. Im Freigabebereich können alle Berechtigten sehen, wer Änderungen an dem Dokument gemacht hat, Zugriff auf ein bestimmtes Dokument hat und mit entsprechenden Rechten können Zugriffsberechtigungen auf das Dokument geändert werden. Integriert ist zudem ein Chat-Funktion und eine Telefonanbindung per Skype. Über Skype for Business können Anwender den Online-Status von Teammitgliedern einsehen und Chats, Videoübertragungen, Gruppenunterhaltungen mit einem großen Paket an Funktionen oder Internet-Telefonate starten.

#### Erleichterte Bedienung
Microsoft hat Funktionen integriert, die den Einstieg erleichtern sollen. Word, PowerPoint, Outlook und Excel verfügen nun über die Funktion „Was möchten Sie tun?“, die dabei hilft, aktuell benötigte Befehle schneller zu finden, indem sich ein Dropdown-Menü mit Vorschlägen zu passenden Funktionen öffnet. Bei einem Klick auf einen der Vorschläge wird die entsprechende Funktion sofort gestartet. Zudem ermöglicht die sogenannte „Intelligente Suche“ die Web-Recherche nach Bildern, Infos oder Übersetzungen direkt aus der jeweiligen Anwendung heraus.

#### Verbesserte Sicherheit
Mit Hilfe der sogenannten „Data Loss Prevention“ will Office 2016 vertrauliche Unternehmensdokumente besser vor unbefugtem Zugriff schützen. Zudem soll eine mehrstufige Authentifizierung sicherstellen, dass extern tätige Mitarbeiter eines Unternehmens über das Internet einen sicheren Zugang zu Office-Dokumenten im Firmennetzwerk (Intranet) erhalten.

#### Sonstige Verbesserungen
Microsoft hat die Kernanwendungen überarbeitet. Word ermöglicht nun die Zusammenarbeit mit anderen in Echtzeit. Excel verfügt über eine verbesserte und erweiterte Diagrammfunktion und bietet sogenannte „Ein-Klick-Prognosen“. Outlook erkennt mit der mitlernenden Funktion „Clutter“ eigenständig unwichtige E-Mails und sortiert diese aus. Zudem gewährt Microsoft in Outlook eine erweiterte Suchfunktion und einen schnelleren Zugriff auf relevante Kontaktdaten.

### Mac
In der Version Office 2016 für macOS wurde das Interface aktualisiert, das nun ein neu gestaltetes Menüband (Ribbons) vorsieht. Zudem wurde Office für Retina-Displays optimiert. Weitere Verbesserungen betreffen die Anbindung an Microsoft Cloud-Dienste wie OneDrive, OneDrive for Business und SharePoint. Wie auch beim Windows-Pendant sind zudem Teamfunktionen hinzugekommen (Zusammenarbeit in Word) oder aufgewertet worden wie die Freigabe von Dokumenten. In OneNote sind nun Audio-Aufnahmen möglich. Outlook gibt dem Anwender jetzt die Möglichkeit, bei Terminabsprachen via neuer Funktion eine andere Zeit vorzuschlagen. Die zuletzt genutzten Dokumente können zudem direkt aus Outlook heraus mit einem Klick als E-Mailanhänge gesendet werden, ohne Ordner durchsuchen zu müssen.
Darüber hinaus ermöglicht die am 22. August 2016 zur Verfügung gestellte 64-Bit-Version die Arbeit an umfangreicheren Dokumenten oder Tabellen.

### Smartphones und Tablets
Office 2016 soll im Rahmen von Office 365 ein einheitliches Benutzererlebnis für bekannte Anwendungen (Apps) wie Word, Excel oder Outlook auf unterschiedlichen Geräteklassen und Displaygrößen ermöglichen. Ausgelegt ist Office 2016 sowohl für Smartphones mit Windows 10, Tablets ab Windows 8, für iPhone und iPad ab iOS 8.0 und Android-Geräte (ab KitKat 4.4 oder höher sowie ARM- oder Intel x86-Prozessor) auf Smartphones und Tablets. Die Mobile-Apps von Office sind touch- und stiftoptimiert und wurden für die Nutzung auf kleinen Bildschirmen ausgelegt. Microsoft gewährt eine kostenlose Nutzung (lesen und editieren von Dokumenten) der Office-Apps für den rein privaten Gebrauch auf Geräten mit einer Display-Größe von maximal 10,1 Zoll. Auf Geräten von mehr als 10,1 Zoll ist in der kostenlosen Version nur die Ansicht der Dokumente möglich. Für die geschäftliche Nutzung sowie für Geräte mit größeren Displays und den Einsatz sogenannter Premium-Funktionen sind kostenpflichtige Lizenzen im Rahmen von Office 365 erforderlich. Seit Mitte November 2015 können iPad-Pro-Nutzer kostenpflichtig für das Gerät optimierte Office-Apps (Word, PowerPoint, OneNote, Outlook und OneDrive) nutzen.

## Zusätzliche Office-2016-Anwendungen
Mit der Veröffentlichung von Office 2016 hat Microsoft auch neue Versionen von Visio (Visio Standard 2016, Visio Professional 2016 und Visio Pro für Office 365) und Project (Project Standard 2016, Project Professional 2016 und Project Pro für Office 365) vorgestellt.
Bereits im August 2015 erschien Sway, eine neue Anwendung, die interaktive Präsentationen und multimediale Darstellungen im Internet ermöglicht.  Sway ist sowohl als App über den Windows-Store, Android und iPhone als auch als browserbasierte Anwendung verfügbar. Sway erhält fast monatlich Erweiterungen, so dass nun auch die Bearbeitung einer Sway im Team möglich ist. Mitte 2015 eröffnete Microsoft eine weitere Plattform im Rahmen der Office Cloud Anwendungen. Über docs.com können Anwender ihre Office Dokumente, Links oder Office Mix Videos mit anderen teilen oder für sich privat sammeln. Docs.com ist eine Kombination aus Youtube und Slideshare. Es ermöglicht es den Anwendern ihr Wissen zu teilen. Unterstützte Formate sind: PowerPoint-, Word-, Excel- und PDF-Dokumente sowie Office-Mix-Videos und Sway-Präsentationen.
Das Plugin Office Remote für PowerPoint, Excel und Word stammt von Microsoft Research. Dieses Tool besteht aus einem Plugin für PowerPoint, Excel und Word und einer App für das eigene Smartphone. Unterstützt werden die drei großen mobilen Betriebssysteme iOS, Android und Windows Phone. Die umfangreichsten Funktionen bietet die Plugin-App-Kombination in Zusammenarbeit mit PowerPoint, denn so kann man Folien weiterklicken, besitzt einen LaserPointer oder kann zwischen Folien oder auch Präsentationen wechseln. Ebenfalls hat der Anwender Zugriff auf seine Notizen oder kann Videos abspielen oder pausieren.

## Office-Insider-Programm
Seit November 2015 besteht für private Anwender das Office-Insider-Programm. Im Rahmen dieses Programmes erhalten die Teilnehmer die Möglichkeit, die neusten Builds der Office-2016-Version für Windows, macOS, Windows Mobile und Android zu erhalten. Diese Builds sind jedoch deutlich als Preview gekennzeichnet und können neue Funktionen erhalten, aber auch sehr instabil laufen. Es wird empfohlen, wenn man an dem Office-Insider-Program teilnimmt, dies nicht mit seinem produktiven System zu machen. Das Office-Insider-Programm ist offen für Nutzer von Office Home, Premium und Office University. Nutzer von Business-Versionen der Office-365-Software können die neusten Builds über die „First Release“-Option innerhalb ihres Office-365-Tenants erhalten. Neben den immer neusten Versionen der Office-Software, erhalten die Teilnehmer Zugang zu einer der größten Office Communities. Somit besteht die Möglichkeit ähnlich wie im Windows-Insider-Programm direktes Feedback an die Produktgruppe bei Microsoft zu geben. Wünsche, Kritik und Anregungen werden anschließend in die neuen Insider Builds eingearbeitet und im Anschluss für alle Office-Nutzer veröffentlicht.

## Kritik
Am 13. November 2018 wurde berichtet, eine Untersuchung der niederländischen Regierung käme zu dem Ergebnis, Office 2016 und „365“ sammele persönliche Nutzerdaten und verstoße gegen die DSGVO.